# Trikresylfosfát

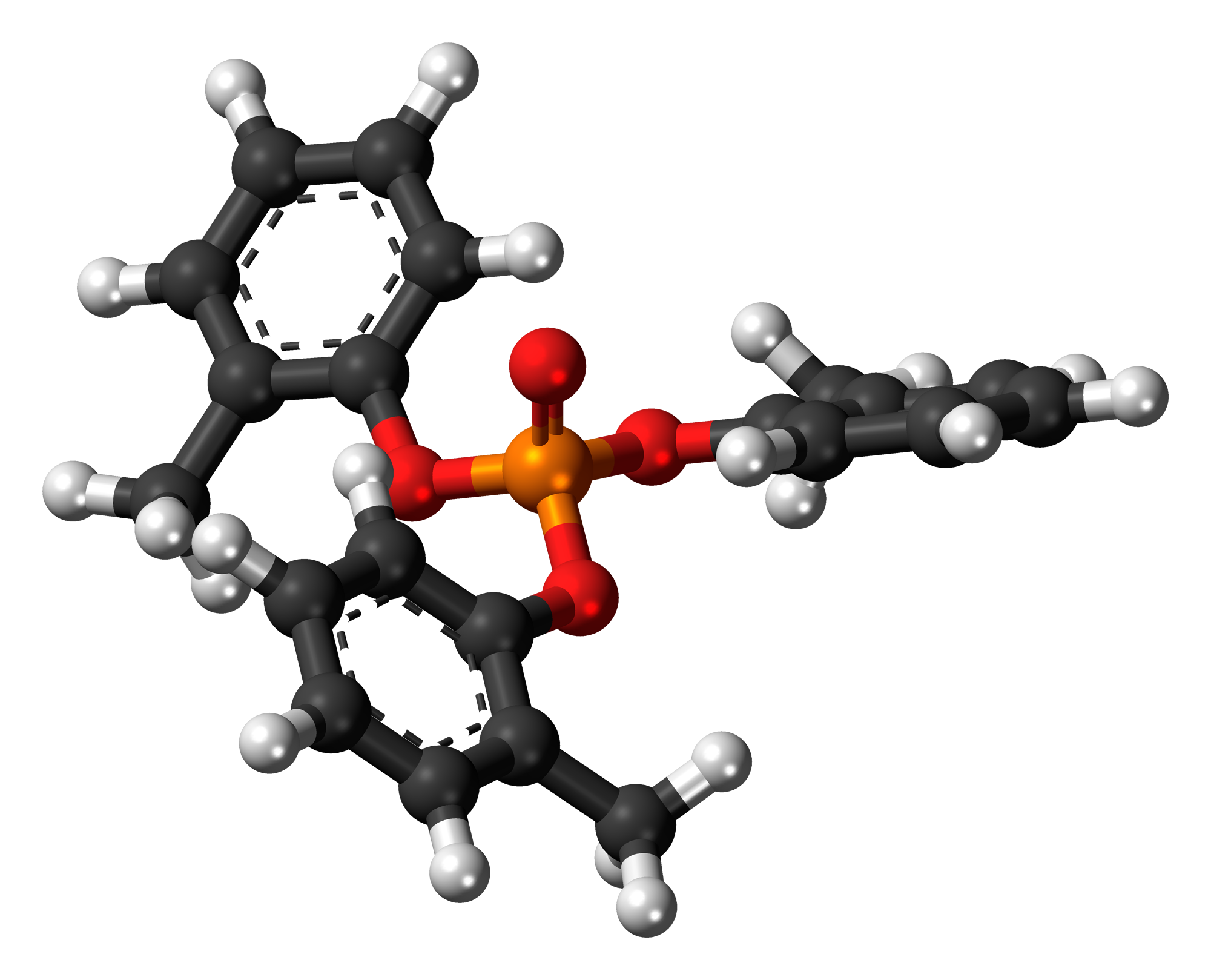
prostorový model

Trikresylfosfát (též trikrezylfosfát, tritolylfosfát, tritolylester kyseliny fosforečné, TCP) je organofosfátová sloučenina. Je odvozena od kresolu a kyseliny fosforečné. Tato viskózní kapalina je v čisté podobě bezbarvá, avšak komerční produkty jsou typicky žluté. Trikresylfosfát je nehořlavý a prakticky nerozpustný ve vodě. Komerční trikresylfosfát je směsí ortho-, meta- a para-kresylfosfátu.

## Výroba
Trikresylfosfát se vyrábí reakcí kresolů s oxychloridem fosforečným:
OPCl3 + 3 HOC6H4CH3 → OP(OC6H4CH3)3 + 3 HCl
V zásaditém prostředí podléhá hydrolýze na kresol a dikresylfosfát.
OP(OC6H4CH3)3 + NaOH → + HOC6H4CH3 + NaO2P(OC6H4CH3)2

## Použití
Trikresylfosfát se používá jako plastifikátor v nitrocelulóze, akrylátových lacích, politurách a v PVC. Je to také zpomalovač hoření v plastech a pryžích. Používá se jako aditivum do benzinu, jako odstraňovač olova pro tetraethylolovo. Používá se i jako hydraulická kapalina a teplosměnné médium. Díky svým hydrofobním vlastnostem nachází uplatnění i ve vodovzdorných materiálech. Je rozpouštědlem pro extrakce, pro nitrocelulózu a jiné polymery. Používá se i jako protiotěrové aditivum a aditivum pro extrémní tlaky v mazivech a v hydraulických kapalinách. Jako aditivum v benzinu pomáhá chránit motor proti samozápalům.

## Bezpečnost
TCP je známý neurotoxin, je toxikologicky významný a je již odpovědný za mnoho úmrtí. K nejvážnějšímu incidentu došlo ve 20. letech 20. století, kdy byl použit při falšování jamajského zázvorového extraktu (Jamaican Ginger Extract)

### Letectví
TCP je obsažen v oleji proudových motorů dopravních letadel. Vznikla hypotéza, že může kontaminovat vzduch ve vnitřním prostoru letadla prostřednictvím systému stlačeného vzduchu a může mít negativní zdravotní účinky na posádku a cestující. Testy zjistily v některých letadlech zvýšené hladiny TCP, byť spojení mezi kontaminací TCP a konkrétním onemocněním anebo stavy jako je pásmová nemoc, zatím nebylo prokázáno, byť je na něj podezření.